# Eleccions al Parlament Europeu de 1989 (Dinamarca)
Les eleccions al Parlament Europeu de 1989 a Dinamarca van ser les eleccions celebrades el 15 de juny per a escollir als 16 eurodiputats danesos per a la III legislatura del Parlament Europeu. Amb un total de 9 llistes de candidats, la participació electoral va ser del 46,17%, inferior de les eleccions de 1989 i sobre el total de les Comunitats Europees.
També van ser les primeres eleccions on l'illa de Groenlàndia no va participar de la convocatòria, ja que amb el Tractat de Groenlàndia de 1984, aquesta va renunciar a la Comunitat Econòmica Europea i el mandat groenlandès va passar a Dinamarca l'1 de gener de 1985. La resta de l'estat es va incloure en una única circumscripció electoral.

## Llistes electorals
A les eleccions es van presentar un total de 9 llistes de candidats i es van establir un total de quatre aliances:
- Aliança 1 amb els Socialdemòcrates i l'Esquerra Radical.
- Aliança 2 amb el Partit Popular Conservador i l'Esquerra.
- Aliança 3 amb els Demòcrates de Centre i el Partit Popular Cristià.
- Aliança 4 amb el Partit Popular Socialista i el Moviment Popular Contra la CCE i Socialistes d'Esquerra.

A més, es van presentar sense cap aliança el Partit del Progrés.

## Resultats
Els Socialdemòcrates van ser el partit que més va créixer respecte a les eleccions de 1984 i van aconseguir 417.076 vots i 4 eurodiputats, un més que a les anteriors eleccions, superant al Moviment Popular Contra la CEE, que va aconseguir 338.953 vots i 4 escons. El Partit Popular Conservador, guanyador el 1984, va quedar quart amb 387.098 vots i 2 eurodiputats, sent superat per l'Esquerra va guanyar un representant. També van tornar a entrar el Partit Popular Socialista i els Demòcrates de Centre.
| Candidatura                    | Facció europea        | Sufragis  | Sufragis | Escons      | Escons      |
| Candidatura                    | Facció europea        | Vots      | %        | Dip.        | Dif.        |
| ------------------------------ | --------------------- | --------- | -------- | ----------- | ----------- |
| Socialdemòcrates               | UPSCE                 | 417.076   | 23,31%   | 4           | ▲ 1         |
| Moviment Popular Contra la CEE |                       | 338.953   | 18,94%   | 4           | Es manté    |
| Esquerra                       | LDE                   | 297.565   | 16,63%   | 3           | ▲ 1         |
| Partit Popular Conservador     |                       | 238.760   | 13,34%   | 2           | ▼ 2         |
| Partit Popular Socialista      |                       | 162.902   | 9,10%    | 1           | Es manté    |
| Demòcrates de Centre           | PPE                   | 142.190   | 7,95%    | 2           | ▲ 1         |
| Partit del Progrés             |                       | 93.985    | 5,25%    |             |             |
| Esquerra Radical               |                       | 50.196    | 2,81%    |             |             |
| Partit Popular Cristià         |                       | 47.768    | 2,67%    |             |             |
| Vots a candidatures            | Vots a candidatures   | 1.789.395 | 98,78%   | 16          | ▲ 1         |
| Vots en blanc                  | Vots en blanc         | 17.753    | 0,98%    | Folketinget | Folketinget |
| Vots nuls o no vàlids          | Vots nuls o no vàlids | 4.410     | 0,24%    | Folketinget | Folketinget |
| Vots emesos                    | Vots emesos           | 1.811.558 | 46,17%   | Folketinget | Folketinget |
| Cens total                     | Cens total            | 3.923.549 |          | Folketinget | Folketinget |